# Cyclothyas mirabilis
Cyclothyas mirabilis är en kvalsterart som beskrevs av Lundblad 1941. Cyclothyas mirabilis ingår i släktet Cyclothyas och familjen Hydryphantidae. Inga underarter finns listade i Catalogue of Life.